# ایمره پویاک
ایمره پویاک (مجاری: Polyák Imre؛ ۱۶ آوریل ۱۹۳۲ – ۱۵ نوامبر ۲۰۱۰) کشتی‌گیر فرنگی اهل مجارستان بود.
وی در مسابقات کشوری و بین‌المللی در مجموع برندهٔ ۴ مدال طلا، ۶ مدال نقره شده‌است.